# Koučové z Kouče
Koučové z Kouče byli český šlechtický rod, který pocházel ze vsi Chouč u Hrobčic v okrese Teplice. Bývali příslušníky vladyckého stavu. Ignác Kouč z Kouče dosáhl roku 1764 povýšení do panského stavu, ale ještě téhož roku jeho smrtí rod vymřel.

## Historie
Petr, syn Melichara, obdržel v letech 1489–1496 zápisy na část Trmic. Žil ještě v roce 1500. Měl syna Petra, jenž téhož roku věno své ženy Markéty z Těchlovic, z Libchavy na Trmice převedl. Ovšem Trmice potom drželi jeho bratři Kašpar a Jan (1507) a Kašpar roku 1518 sám. Kašpar také držel Dubici a zemřel po roce 1543. Jan koupil roku 1549 Sýrovice a Neprobylice. Hendrych držel potom Trmice a Dubici, ty mu byly roku 1589 propuštěny z manství. Petr Kouč z Kouče získal roku 1597 statek Domoušice, který jemu samému byl odkázán. Neměl žádné děti. Roku 1628 odešel ze země a roku 1629 zemřel v Drážďanech. Jeho bratři Jan, Jindřich, Adam a Petr drželi Trmice a Dubici, ale roku 1628 se vystěhovali ze země. Adam sloužil nepříteli a padl roku 1631 u Magdeburku a Petr žil ještě roku 1655. Domoušice měly být zkonfiskovány, ale udrželi je Petrovi synové Jan Oldřich, Karel a Jetřich. Naposled je měl Jetřich, jenž je zapsal roku 1630 manželce Marii Býšovcové z Býšova. Avšak když kolem roku 1637 zemřel, byly ji roku 1643 zabrány. 
Zikmund Ferdinand z domoušické pošlosti držel Bošín, který roku 1652 prodal. Karel měl roku 1681 Veselici[nepřesný odkaz]. Vilém Václav Kouč z Kouče se usadil v Chrudimi a zemřel před rokem 1736. Poslední známý člen této rodiny byl Ignác, jenž sloužil jako kyrysnický důstojník v pruských válkách. Roku 1761 obdržel řád Marie Terezie. Roku 1764 se stal podplukovníkem a byl přeložen ke dvorské lukostřelecké stráži. Toho roku byl povýšen do panského stavu a zemřel roku 1764 ve Vídni. 

## Erb
Na středním štítě černé křídlo, které bylo i jejím klenotem. 